# Bhutan-Kurzschwert
Das Bhutan-Kurzschwert ist ein Schwert aus Bhutan.

## Beschreibung
Das Bhutan-Kurzschwert hat eine gerade, zweischneidige Klinge. Die Klinge wird vom Heft zum Ort breiter und hat meist weder Mittelgrat noch Hohlschliff. Der Ort ist spitz oder abgerundet gearbeitet. Das Heft besteht meist aus Holz und ist mit Metalldraht umwickelt sowie mit schwarzem Lack oder Leder überzogen. Die Scheiden bestehen meist aus Holz und sind oft mit Schnitzereien oder silbernen Beschlägen verziert. Manche Versionen der Scheiden sind auf einer Seite fast ganz offen gestaltet (siehe Bild bei Weblinks). Eine praktisch verlängerte Version ist das Bhutan-Schwert. Das Bhutan-Kurzschwert wird von Ethnien in Bhutan benutzt.